# Giuseppe Gaetano Incontri
Giuseppe Gaetano Incontri (Volterra, 12 novembre 1773 – Volterra, 15 aprile 1848) è stato un vescovo cattolico italiano, nipote di Francesco Gaetano Incontri (zio paterno), arcivescovo di Firenze dal 1741.

## Biografia
Studiò a Siena presso il Collegio Georgiano, a Firenze presso i Monaci Camaldolesi e a Pisa, dove conseguì la laurea.
Fu ordinato sacerdote il 17 dicembre 1796.
Il 6 ottobre 1806, a soli 32 anni, fu nominato dal papa Pio VII vescovo di Volterra; tenne questa carica fino alla sua morte, sopraggiunta il 15 aprile 1848.
Nel 1808, sotto l'impero di Napoleone Bonaparte, con l'annessione della Toscana all'Impero francese, fu costretto a scontrarsi con il potere politico del tempo, che voleva sopprimere monasteri e conventi, ritenuti dal governo francese, privi di utilità sociale.

## Genealogia episcopale
La genealogia episcopale è:
- Cardinale Scipione Rebiba
- Cardinale Giulio Antonio Santori
- Cardinale Girolamo Bernerio, O.P.
- Arcivescovo Galeazzo Sanvitale
- Cardinale Ludovico Ludovisi
- Cardinale Luigi Caetani
- Cardinale Ulderico Carpegna
- Cardinale Paluzzo Paluzzi Altieri degli Albertoni
- Papa Benedetto XIII
- Papa Benedetto XIV
- Papa Clemente XIII
- Cardinale Luigi Valenti Gonzaga
- Cardinale Giovanni Filippo Gallarati Scotti
- Vescovo Giuseppe Gaetano Incontri